# Sophia Lombardo
Sophia Lombardo (Roma, 14 settembre 1955) è un'attrice italiana.

## Biografia
Esordì ancora adolescente nelle commedie sexy italiane e partecipò a svariati altri generi, spaziando dal tardo spaghetti western al film comico. Ha interpretato il ruolo della signorina Mazzacurati, maestra nubile e isterica, nei film Pierino contro tutti (1981) e Pierino colpisce ancora (1982), diretti entrambi da Marino Girolami. In Sogni mostruosamente proibiti (1982) era Marina, la promessa sposa di Paolo Villaggio.
Si è ritirata dal mondo del cinema nel 1987.

## Filmografia
- Due sul pianerottolo, regia di Mario Amendola (1976)
- Spogliamoci così, senza pudor..., regia di Sergio Martino (1976)
- La segretaria privata di mio padre, regia di Mariano Laurenti (1976)
- Classe mista, regia di Mariano Laurenti (1976)
- La vergine, il toro e il capricorno, regia di Luciano Martino (1977)
- Mannaja, regia di Sergio Martino (1977)
- Zucchero, miele e peperoncino, regia di Sergio Martino (1980)
- Pierino contro tutti, regia di Marino Girolami (1981)
- L'esercito più pazzo del mondo, regia di Marino Girolami (1981)
- Delitto al ristorante cinese, regia di Bruno Corbucci (1981)
- Manolesta, regia di Pasquale Festa Campanile (1981)
- Pierino colpisce ancora, regia di Marino Girolami (1982)
- Sogni mostruosamente proibiti, regia di Neri Parenti (1982)
- Zero in condotta, regia di Giuliano Carnimeo (1983)
- A me mi piace, regia di Enrico Montesano (1985)
- Fotoromanzo, regia di Mariano Laurenti (1986)
- Asilo di polizia (Detective School Dropouts), regia di Filippo Ottoni (1986)
- Animali metropolitani, regia di Steno (1987)